# Mara Bestelli
Mara Beatriz Bestelli (Ramos Mejía, 16 de marzo de 1969) es una actriz y bailarina argentina. Es ganadora de un premio Sur como mejor actriz de reparto por su papel en la película El invierno (2016).

## Carrera profesional
Mara Bestelli comenzó su carrera como bailarina en 1990 cuando su profesor de danza la invitó a participar en una coreografía para la obra Bodas de sangre, dirigida por Alejandra Boero y durante la producción debutó como actriz en un papel pequeño debido a la ausencia de la intérprete original. Poco después, Bestelli se presentó para bailar en un espectáculo infantil titulado Pulgarcito (1990-1991)  en el teatro San Martín, donde también terminó actuando.
En 1994, Bestelli fue seleccionada para interpretar el papel de Julieta Capuleto en una versión del clásico Romeo y Julieta de William Shakespeare, junto a Gustavo Bermúdez, lo que significó su primer proyecto teatral comercial que estuvo en cartel hasta 1995. A partir de allí, Bestelli comenzó a incursionar en televisión, participando en producciones como Verdad consecuencia (1996), Como pan caliente (1996) y 90-60-90 Modelos (1996). Después, en teatro trabajó en la obra En familia (1996) en el teatro Nacional Cervantes y obtuvo un papel pequeño en la película estadounidense Evita (1996) dirigida por Alan Parker.
Sus siguientes papeles fueron en las obra teatrales Lástima que se una perdida (1997) y Flores de acero (1997). Ese año, Bestelli realizó una participación en la telenovela De corazón de Canal 13. En 1999, Bestelli formó parte del elenco de la obra teatral Locos de verano y apareció en la película dramática Sólo gente.
A principios de los 2000, Bestelli expandió su trabajo en el ámbito teatral, siendo parte de las obras El señor Bergman y Dios (2000), A propósito de la duda (2000-2001) y Casa de muñecas (2001). Luego, protagonizó su primera película Te besaré mañana (2001) de Diego Musiak, un drama romántico en el cual interpretó a Margarita, una madre soltera.

## Vida personal
Desde 2024 Bestelli se encuentra casada con el actor Marcelo Subiotto, con quién se conoció trabajando en la obra de teatro Espía a una mujer que se mata (2007).

## Filmografía

### Cine
| Año  | Título                       | Papel                   | Notas                   |
| ---- | ---------------------------- | ----------------------- | ----------------------- |
| 1993 | La peste                     |                         |                         |
| 1996 | Evita                        | Estrella en la audición |                         |
| 1999 | Sólo gente                   | Mariana                 |                         |
| 2001 | Te besaré mañana             | Margarita               |                         |
| 2003 | Click!                       | Graciela                |                         |
| 2008 | Yo soy sola                  | Mara                    |                         |
| 2008 | El vestido                   |                         |                         |
| 2013 | Tesis sobre un homicidio     | Mónica                  |                         |
| 2014 | Historia del miedo           | Mariana                 |                         |
| 2016 | Dolores                      | Florrie                 |                         |
| 2016 | El invierno                  | Laura                   |                         |
| 2017 | Invisible                    | Mamá de Ely             |                         |
| 2018 | Familia sumergida            | Irene                   |                         |
| 2018 | Rojo                         | Mabel                   |                         |
| 2018 | Cuando brillan las estrellas | Carola                  |                         |
| 2019 | Bruja                        | Inspectora              |                         |
| 2020 | Ni héroe ni traidor          | Silvia                  |                         |
| 2021 | Una escuela en Cerro Hueso   | Julia                   |                         |
| 2021 | Piedra noche                 | Greta                   |                         |
| 2022 | Historias breves 20          |                         | Segmento: La chica toro |
| 2022 | Historias breves 20          | Entrenadora             | Segmento: Las Rojas     |
| 2023 | Nada de todo esto            | Propietaria             | Cortometraje            |
| 2023 | Reds                         | Carmen                  | Cortometraje            |
| 2023 | Klimakteriet                 | Kristin                 |                         |
| 2023 | Puan                         | Victoria Pena           |                         |
| 2023 | Moscas                       | Mirta                   |                         |
| 2023 | Ven a mi casa esta Navidad   | Silvia                  |                         |
| 2024 | Culpa cero                   | Sandra                  |                         |
| 2025 | El mensaje                   | Myriam                  |                         |

### Televisión
| Año       | Título               | Papel                | Notas                                                   |
| --------- | -------------------- | -------------------- | ------------------------------------------------------- |
| 1996      | Verdad consecuencia  |                      |                                                         |
| 1996      | Como pan caliente    |                      |                                                         |
| 1996      | 90-60-90 Modelos     |                      |                                                         |
| 1997      | De corazón           |                      |                                                         |
| 1999      | Mamitas              |                      |                                                         |
| 2003      | Dr. Amor             |                      |                                                         |
| 2004      | Jesús, el heredero   |                      |                                                         |
| 2005      | Ambiciones           |                      |                                                         |
| 2008      | Tinta argentina      |                      |                                                         |
| 2010      | Caín y Abel          | Beatriz Vedia        |                                                         |
| 2012      | Según Roxi           | Mami progre          | Episodio: «Que difícil es ser una mami progre»          |
| 2013      | Historias de corazón | Ivana                | Episodios: «Rocío en la trampa», «El deseo de ser mamá» |
| 2015      | Se trata de nosotros | Graciela             | Episodio: «48 hs»                                       |
| 2015-2018 | Según Roxi           | Mami natural         |                                                         |
| 2017      | El jardín de bronce  | Graciela Fuentes     |                                                         |
| 2017      | Golpe al corazón     |                      |                                                         |
| 2018      | Edha                 | Marita               |                                                         |
| 2019      | Monzón               | Matilde De Luca      |                                                         |
| 2021      | Terapia alternativa  | Directora del jardín | Episodios: «Marcelo fútbol», «Miedo es otra cosa»       |
| 2021      | El teatro en casa    | Varios               |                                                         |
| 2022      | Santa Evita          | Rosa                 |                                                         |

### Web
| Año  | Título              | Papel  | Notas           |
| ---- | ------------------- | ------ | --------------- |
| 2017 | Kaselman e hijo     | Diana  | Episodios 1 y 4 |
| 2021 | Esto no es un hotel | Julia  |                 |
| 2023 | Se busca            | Alicia |                 |

## Teatro
| Año       | Título                                    | Papel                    | Lugar                                          |
| --------- | ----------------------------------------- | ------------------------ | ---------------------------------------------- |
| 1990      | Bodas de sangre                           | Bailarina                | Teatro San Martín                              |
| 1990-1991 | Pulgarcito                                | Guardia real / Campesina | Teatro San Martín                              |
| 1992      | Gypsy                                     |                          | Teatro Astral                                  |
| 1993      | El loco de Asís                           |                          | Teatro Nacional Cervantes                      |
| 1993      | Buenos Aires en camiseta                  |                          | Teatro Nacional Cervantes                      |
| 1994-1995 | Romeo y Julieta                           | Julieta Capuleto         | Teatro Metropolitan                            |
| 1996      | En familia                                |                          | Teatro Nacional Cervantes                      |
| 1997      | Lástima que se una perdida                | Anabella                 | Teatro El Observatorio                         |
| 1997      | Flores de acero                           |                          | Teatro Hermitage                               |
| 1998      | Frankestein… vive                         |                          | Teatro La Comedia                              |
| 1999      | Locos de verano                           |                          | Teatro Presidente Alvear                       |
| 2000      | El señor Bergman y Dios                   | Marta                    | Teatro San Martín                              |
| 2000-2001 | A propósito de la duda                    |                          | Centro Cultural Recoleta                       |
| 2001      | Casa de muñecas                           | Kristine                 | Teatro San Martín                              |
| 2002      | Todos tenemos problemas (sexuales)        |                          | Teatro La Trastienda                           |
| 2003      | Alicia murió de un susto                  |                          | Fundación Konex                                |
| 2004      | Shakespeare comprimido                    |                          | Teatro Maipo                                   |
| 2005      | Las 20 y 25                               |                          | Teatro Payró                                   |
| 2007-2012 | Espía a una mujer que se mata             |                          | El Camarín de las Musas / Teatro San Martín    |
| 2007-2008 | Olivo                                     |                          | Teatro El Cubo / Centro cultural Ricardo Rojas |
| 2010-2012 | El desarrollo de la civilización venidera | Cristina                 | El Camarín de las Musas / Teatro Picadero      |
| 2013-2014 | Toc Toc                                   |                          | Gira nacional                                  |
| 2014      | Flechas del ángel del olvido              | Selma                    | Teatro Timbre 4                                |
| 2015-2016 | Vigilia de noche                          | Mónica                   | Teatro San Martín / Teatro Picadero            |
| 2018      | La nube                                   |                          | Microteatro                                    |
| 2018-2019 | El hipervínculo                           | Varios                   | Teatro San Martín                              |
| 2019      | Para partir                               | Elena                    | Teatro Sarmiento                               |
| 2020-2022 | Tóxico                                    | Ella                     | Teatro El Extranjero                           |
| 2021-2023 | Los años                                  | Teodora                  | Gira internacional / Teatro San Martín         |
| 2024      | Fitz Roy, secretos de montaña             | Katy                     | Teatro Metropolitan                            |

## Premios y nominaciones
| Año  | Organización                                    | Categoría                                   | Trabajo                    | Resultado | Ref(s) |
| ---- | ----------------------------------------------- | ------------------------------------------- | -------------------------- | --------- | ------ |
| 2016 | Premios ACE                                     | Mejor actriz en drama y/o comedia dramática | Vigilia de noche           | Nominada  | [ 11 ] |
| 2017 | Premios Sur                                     | Mejor actriz de reparto                     | El invierno                | Ganadora  | [ 12 ] |
| 2022 | Santiago Festival Internacional de Cine         | Mejor actuación                             | Piedra noche               | Ganadora  | [ 13 ] |
| 2022 | Festival Seriesland de Bilbao                   | Selección Amest: Estrella                   | Esto no es un hotel        | Ganadora  | [ 14 ] |
| 2022 | Festival Internacional de Cine de Puerto Madryn | Mejor actriz en largometraje argentino      | Una escuela en Cerro Hueso | Ganadora  | [ 15 ] |
| 2025 | Festival Internacional de Cine de Beijing       | Mejor actriz de reparto                     | El mensaje                 | Ganadora  | [ 16 ] |